# Alvarveronika
Alvarveronika (Veronica praecox) är en art i familjen familjen grobladsväxter. Den förekommer i Syd- och Mellaneuropa med östliga utlöpare mot Kaukasus. Arten är sällsynt i Sverige och återfinns endast på ett fåtal platser i Skåne och på Öland och Gotland. Dess växtplats är öppna, torra och kalkrika marker.
Alvarveronika är en upp till 10 centimeter hög, ettårig ört. Bladen är vanligen äggrunda, men kan ibland också vara flikiga, och täckta av fina hår. Kanten på bladen är grovt sågad. Även stjälken och grenarna är fint håriga. Blomställningen består av en gles klase, där varje enskild, klarblå, blomma kan ha mer än 5 millimeter bred krona.  Den hjärtformade fruktkapseln är kal, förutom längs sömmen, där körtelhår förekommer. Växtens frön är cirka en millimeter långa och skålformade. 
Arten blommor som blommar från april till maj i Sverige.

## Synonymer
För vetenskapliga synonymer, se Wikispecies.